# Edward Moore (veslač)
Predloga:Otherpeople
Edward Peerman Moore, ameriški veslač, * 20. oktober 1897, † 9. februar 1968.
Moore je za ZDA nastopil na Poletnih olimpijskih igrah 1920 v Antwerpnu, kjer je v osmercem osvojil zlato medaljo.